# Георги Янев (писател)
Георги Янев е български журналист и литературен критик.

## Биография
Георги Янев е роден през 1950 г. в село Бял извор, Старозагорско. Завършил е българска филология във ВТУ „Св. св. Кирил и Методий“ през 1977 г. Учителства три години, след това работи като журналист в радио „Стара Загора“ и местния вестник „Септември“. От 1995 г. е уредник в къщата музей „Гео Милев“. Публикува рецензии и литературно-критически статии още като студент. За първата си критическа книга „(Не)Съгласия“ (1994) получава Голямата награда за литературна критика „Южна пролет“. Автор е на няколко книги с литературна критика и публицистика, съставител на поетични антологии и на сборници с творчеството на Гео Милев. За съставителската си работа на пети том от съчиненията на Гео Милев на издателство „Захарий Стоянов“ (2007) и за „Гео Милев в спомените на съвременниците си“ (2008) е удостоен с наградата „Стара Загора“, а за изследването си „Баща и син“ (2005) на издателство „Макрос“ получава Голямата награда на областния управител на Старозагорска област. Член е на Съюза на българските писатели и на Съюза на българските журналисти.